# العلاقات اليمنية الباكستانية
العلاقات اليمنية الباكستانية، هي العلاقات الثنائية بين اليمن وباكستان. تعود العلاقات بين البلدين عندما كانت كلا البلدين جزء من الطرق التجارية من العصور القديمة، وذلك عندما كانت أجزاء من الأراضي التي تشكل الآن باكستان واليمن جزء من الإمبراطورية الفارسية، وفيما بعد ذلك الخلافة الأموية والعباسية.

## الشتات

### اليمنيين في باكستان
أكثر من 5000 مغترب من اليمن يقيم في كراتشي،  وهناك أيضا أكثر من مائة من الطلاب الدوليين اليمنيين يواصلون التعليم العالي في جامعات مختلفة في باكستان. يشمل ذلك 40 طالباً يمنياً حصلوا على المنح الدراسية التي تقدمها حكومة باكستان. بالإضافة إلى ذلك، تم الإبلاغ عن بعض اليمنيين في باكستان، أنهم كانوا يعملون لشبكات المتمردين في شمال غرب المناطق القبلية الخاضعة للإدارة الاتحادية على الحدود مع أفغانستان.

### الباكستانيون في اليمن
يوجد حوالي 3000 باكستاني في اليمن،  في حين أن هناك ما يصل إلى 110 سجيناً باكستانياً في السجون اليمنية لارتكابهم جرائم مختلفة.